# ميشيل نولدين
ميشيل نولدين (بالفرنسية: Michelle Nolden)‏ (و. 1973  م) هي كاتبة سيناريو، وممثلة أفلام كندية، ولدت في برانتفورد، أونتاريو.

## التعليم
تعلمت في جامعة رايرسون.

## وصلات خارجية
- ميشيل نولدين على موقع IMDb (الإنجليزية)
- ميشيل نولدين على موقع ألو سيني (الفرنسية)
- ميشيل نولدين على موقع أول موفي (الإنجليزية)
- ميشيل نولدين على موقع قاعدة بيانات الأفلام السويدية (السويدية)
- ميشيل نولدين على موقع قاعدة بيانات الفيلم (الإنجليزية)
- ميشيل نولدين على موقع كينوبويسك (الروسية)